# Лефортовский дворец
Лефо́ртовский дворе́ц  (Ме́ншиковский дворе́ц, Ста́рый слободско́й дворе́ц, Петро́вский дворе́ц на Я́узе) — дворцовый комплекс в Москве на правом берегу реки Яузы в Басманном районе.
Старейшая часть дворца была построена в 1696—1699 годах по указу Петра I для адмирала Франца Лефорта. После смерти фаворита император использовал усадьбу для торжественных мероприятий, а в 1706 году пожаловал имение графу Александру Меншикову, который значительно перестроил и расширил его. В 1727 году комплекс перешёл в собственность казны и в дальнейшем использовался как императорская резиденция. В 1865 году строение занимало Московское отделение Общего архива Главного штаба, которое после революции было расширено и реорганизовано в Центральный военно-исторический архив СССР. В июле 1992 года организация получила название «Российский государственный военно-исторический архив». По состоянию на 2017 год, здание также занимали служащие при 1-й Московской военной гимназии и Российский государственный архив фонодокументов.

## История

### Дом Лефорта
Лефортовский дворец возводился дважды. Первый дворец был деревянным, хотя задумывался каменным. Но Петру I было 20 лет и ему не терпелось вырваться из-под присмотра в родительском Преображенском дворце, где находился его брат Иван, у которого был свой влиятельный двор, и с ним приходилось считаться. Но званые обеды, устраиваемые Лефортом, представлялись Петру общественно значимыми. Он решил построить для фаворита на свои средства дворец в Немецкой слободе, который формально принадлежал бы Лефорту, а на деле стал основным местом придворной жизни. 
О замысле Петра построить дворец для своего фаворита впервые упоминается в письме Лефорта, отправленного родным в сентябре 1692 года: "Так угодно богу, что я будущим летом стану строить прекрасное каменное здание, на что его царское величество распорядился предоставить мне все необходимое" (Posselt. 2. S. 74) Поскольку построенный в 1692-1693 годах дворец Лефорта, по свидетельству Иоганна Георга Короба (ок. 1670- ок. 1744 гг.), был деревянным, это сообщение может указывать только на то, что поначалу замышлялась перестройка в камне первоначального дома Лефорта, скорее мазанкового (деревянное строение, "обмазанное" глиной или штукатуркой), нежели каменного. Вероятно, за зиму планы изменились. Но Петру было 20 лет и он нетерпелив, поэтому торопится с постройкой здания - вероятно, для ускорения строительства для Лефорта возвели новый деревянный дом. Камень пошел на подклет и погреба. Деревянный дворец строился на левом берегу Яузы, там где сейчас находится Лефортовский парк, в течение осени, зимы и весны 1692-1693 годов и к маю вчерне был готов. Время сооружения указывается в письме Лефорта от 12 мая 1963 года: "Без сомнения, дом представляет собой диковину в этой стране. Его стоимость вместе с обивкой тканями и меблировкой 10 000 талеров. Он уже обладает такими свойствами, чтобы устраивать в нем балы". (Posselt. 2. S. 75). 
Деревянный Лефортовский дворец нашел свое отображение в гравюре Шхонебека "Дом Лефорта в Немецкой слободе".
В 1696—1697 годах началось строительство усадьбы, в которой по замыслу Петра I планировалось проводить торжественные приёмы. Официально дом возводился для друга императора генерала Франца Лефорта в качестве награды за взятие Азова. Поэтому в здании предполагалось обустроить как жилую часть, так и просторные парадные залы. Место для имения выбрали перед невысоким обрывом у правого берега Яузы, на нижней площадке обустроили пруд и сад. Все строительные работы осуществлялись за счёт императора.
Руководил работами архитектор Дмитрий Аксамитов, который отчитывался о ходе строительства Петру I и Лефорту, находившимся в это время в Великом посольстве:

С прошлого мая с 24 числа сентября по третье число сделано исподних [нижних] житий на длиннике на тридцати семи саженях, попереченку на десяти саженях; а в том длиннике и поперечнике сделано: 4 палаты живых, 4 погреба тёплых и с выходами в 2 ледника, и три проезда на середине, что под столовую палату, и выверстано архидрат [архитрав], все здания архидрат и влат [фриз] и гзмыз [карниз], будет в отделку нынешнего 206 го(да) октября к 1-му [по современному летоисчислению — 11 октября 1698 года] числу кругом всего здания, а под верхние жилые палаты всверстается под пороги.
 Из писем Аксамитова следует, что изначально дворец состоял только из корпуса вдоль Яузы. Это противоречит мнению историка Морица Поссельта о возведении комплекса со всеми флигелями одновременно. Согласно рапорту зодчего, на первом этапе строительства возвели нижний этаж, который частично уходил под землю со стороны двора. Второй этап работ начался весной 1698 года, но по причине внезапного возвращения императора и его спутников для усмирения Стрелецкого бунта строители были вынуждены спешно завершать работы. Отделка помещений велась уже под непосредственным руководством Петра I.
В центре здания под большим залом обустроили три сквозных проезда, из арок которых поднимались две парадные лестницы. В плане строение было разделено на три квадратных объёма, объединённых двумя сенями-аванзалами. При этом каждая часть имела собственную пирамидальную крышу, завершавшуюся ажурными коваными гребнями. Второй этаж центрального корпуса занимала просторная столовая, боковые крылья были симметрично разделены по четыре комнаты. Высота потолка столовой достигала десяти метров, а площадь превышала триста квадратных метров, что позволяло вместить полторы тысячи гостей. Просторный зал украшала массивная изразцовая печь, а также свисавший с потолка отчеканенный герб государства. Из сеней на втором этаже обустроили выход на открытые галереи, где располагалось около 50 миниатюрных орудий. Из них давали залпы фейерверков во время торжественных мероприятий. Расположение помещений на первом этаже было сходным, но они использовались в основном для хозяйственных нужд. Свидетельств, детально описывающих архитектурное убранство фасадов, не сохранилось. На гравюре начала XVIII века различимы наличники окон в стиле московского барокко. Предположительно, остальные элементы декора были выполнены в этом же стиле.
К зиме 1699-го бо́льшую часть помещений оформили и обставили, что позволило 12 февраля 1699 года отпраздновать новоселье с «потешным» обрядом освящения, высмеивавшим устаревший уклад жизни. Через три недели хозяин дома Лефорт скончался, после чего все меблированные комнаты описали для раздачи пожитков. Согласно документу, на тот момент в главном зале дома располагались хоры для оркестра с органом. Помещение украшали портреты и образы, писанные на холстах, а также зеркала в янтарных, резных и стеклянных рамах. Как и в главной столовой, стены гостиных отделали тканью, а некоторые из них — «кожами золотыми». Две комнаты были выдержаны в восточном стиле: их украшали китайские материи и дамасская парча, кровать с веером и китайские столики, на одном из которых размещалось большое янтарное распятие. Белую гостиную оформили исключительно в светлых тонах и украсили картинами на морскую тематику в чёрных рамах, на потолке закрепили свисавшие модели кораблей. В «чёрных» палатах, обитых тёмным сукном, находилось множество золотых и серебряных подсвечников, а также зеркала и костяное паникадило. Ещё одну залу в то время использовали для хранения ценных вещей, в частности пожитков князя Василия Голицына — сосланного фаворита царевны Софьи. Остальные помещения второго этажа обставлены не были, а комнаты первого яруса в опись не попали.
После смерти Франца Лефорта его вдове предоставили в распоряжение прежнюю усадьбу, находившуюся в южной части Немецкой слободы. Новопостроенный дом князя перешёл в ведомство Посольского приказа и использовался для приёма иностранных посланников и проведения торжественных мероприятий. В этот период начались первые выходы женщин «в свет», ставшие обязательной частью петровских ассамблей. В 1702-м в стенах имения проходила свадьба царского шута Феофилакта Шанского. В этом же году в главном зале строения обустроили потешный театр, пока для труппы возводилось собственное здание. По мнению историка Ивана Голикова, в усадьбе также проводили военные советы.

### Меншиковский дворец
В декабре 1706 года сгорела усадьба графа Александра Меншикова в Семёновской слободе. Историк Григорий Васильевич Есипов указывает, что после этого Пётр I пожаловал ему бывший дом Лефорта и две тысячи рублей на реконструкцию. Тем не менее некоторые исследователи полагают, что эти два события могли быть не связаны. Из сохранившейся челобитной каменных мастеров известно, что строительство велось в 1708—1710 годах, но точные даты начала и окончания работ неизвестны. Историк Михаил Иванович Вострышев указывает, что реконструкция проходила в 1707—1708 годах.
Предположительно, к этому периоду относится возведение дворовых корпусов, соединявшихся со старой усадьбой боковыми флигелями с арочными сквозными проездами. Однако доподлинно неизвестно, были ли все три строения сооружены одновременно. Новые здания огородили внутренний двор, образовав четырёхугольник общим размером 140×106 метров. Нижний этаж опоясывала открытая аркада, обращённая во двор и упиравшаяся в два амбара по сторонам от главного въезда. По периметру второго этажа расположились жилые помещения, объединённые общим коридором, в торце южного крыла обустроили домовую церковь. Комнаты верхнего этажа выходили окнами во двор и были шире, чем нижняя галерея, над которой они находились. Из-за этого расположение продольных внутренних стен верхнего и нижнего этажей не совпадало и перекрытия второго яруса «висели» на сводах и поперечных стенах. Окна новых крыльев были обращены во двор, что создавало изолированную планировку. Для удобного сообщения между строениями бывший дом Лефорта реконструировали: на первом этаже часть помещений отделили новыми стенами, образовавшими коридор. Центральный проход к реке в главном корпусе заложили, организовав на его месте кухню, для спуска к воде теперь использовали арки боковых переходов.
В 1869 году историк Пётр Петров назвал автором проекта архитектора Фонтану, после чего задумку ошибочно приписали Джованни Марио Фонтане, однако последующие исследования показали, что реконструкция Меншиковского дворца проходила под руководством Франческо Фонтаны. Тем не менее до конца неизвестно, принимал ли он участие в возведении всего комплекса или только отделке фасадов.

### Императорская резиденция
В 1727 году Меншикова обвинили в казнокрадстве и злоупотреблении властью, его лишили всех титулов, имущества и сослали в Раненбург, а затем — в Берёзов. Бывший его дом на Яузе переименовали в Лефортовский дворец, по характеру расположения близ Лефортовской слободы. Перед коронацией Петра II комплекс отремонтировали, и вскоре после венчания на престол император поселился во дворце. Осенью 1728-го в стенах дома умерла сестра молодого государя княжна Наталия Алексеевна, после чего он ненадолго покинул имение, но вскоре вернулся в свою резиденцию. 19 (30) ноября 1729 года во дворце Лефорта монарх обручился с княжной Екатериной Долгоруковой, но уже в январе 1730-го скончался от оспы незадолго перед свадьбой.
Перед коронацией Анны Иоанновны комнаты дворца были осмотрены на предмет ветхостей. Из документов следует, что стропила в домовой церкви просели и обломали карнизы, остальные залы требовали только незначительного ремонта. Крышу над храмом подновили, но из описей 1734 года видно, что полный ремонт так и не был произведён. 25 февраля 1730 года во дворце Анна Иоанновна порвала подписанные ранее Кондиции, ограничивавшие царскую власть.
Здание сильно пострадало от Троицкого пожара и в 1738—1739 годах было восстановлено архитектором Федотом Шаниным под руководством Бартоломео Растрелли. Работы включали возведение новых перекрытий, укладку полов, замену окон и дверей. В главном корпусе оштукатурили потолки и стены, обустроили новые карнизы. Из описей следует, что были обновлены и заново оштукатурены фасады главного корпуса, однако доподлинно неизвестно, какие именно архитектурные элементы добавили в этот период. В 1740 году по распоряжению обер-гофмаршала Рейнгольда Левенвольда главный петровский зал разбили перекрытиями на несколько комнат. Высота потолков позволила устроить дополнительный ярус — мезонин. Для окончания работ к коронации Елизаветы Петровны из Санкт-Петербурга командировали архитектора Михаила Земцова, который в 1741-м рапортовал о состоянии усадьбы:

По прибытию моему в Москву дворцы деревянный, перенесённый из Кремля к Анненгофу, и каменный Лефортовский осмотрены, в которых как починок, так и недоделок находится премногое число в переделке полов, панелей, наличников… повреждённых и недоделанных резных работ, которые малярного и золотарного изготовления требуется…
 В дальнейшем работы велись круглосуточно. Предположительно, в этот период устроили каменную террасу и две лестницы, спускавшиеся к пруду. Сооружение обрамляло корпус вдоль реки Яузы и являлось характерным для русской архитектуры того периода. Прибыв в Москву, императрица некоторое время проживала в резиденции на Яузе, однако вскоре отдала её в распоряжение лейб-компанейцев. В этот период 92 помещения дворца занимали комнаты офицеров и казармы, следственная комиссия и канцелярии, «швальня», в которой шили новые мундиры. Часть помещений использовали придворные службы: кондитерская — «конфетная», «сервизная» с мастерской, где «починка разного звания серебряной посуде», квартиры прачек и кастелянши.
Пожар 1754 года разрушил все четыре корпуса Лефортовского дворца, о чём сообщал квартирмейстер Ефим Ласунский: 

…тот пожар сделался того 21 числа генваря пополудни в половине 9 часу у передних ворот в левой стороне во втором апартаменте, с покоев живущих поручика и Лейб-компании гранодера Семёна Сеечина, священника, дьякона и подлекаря Корнилиузона, ибо из тех покоев от печей трубы приведены были в одну трубу. И из той трубы от топления выкинуло огонь под кровлю, отчего пожар и начался, и горело вкруг по той боковой и наличной и по другой боковой же линиям, второй апартамент окончился последними комнатами по другой боковой линии, которые к Яузе, а от тех комнат — до начатия того пожару. По линии к Яузе комнаты остались, только многие во время того пожару опустошены, полы, двери и оконницы выломаны.
 Вскоре после происшествия граф Алексей Разумовский передал распоряжение о срочном восстановлении дворца перед предстоящим визитом императрицы. Тем не менее капитальные работы проведены не были и строение медленно ветшало. В 1757 году дворец перестроили по проекту архитектора Ивана Жеребцова. К 1766-му из-за предполагавшегося приезда в Первопрестольную Екатерины II князь Пётр Макулов провёл опись строений и подготовил смету реконструкции. Известно, что в этом же году свой план восстановления и смету представил Иван Жеребцов. Лефортовский дворец предполагалось использовать для расселения «нижних придворных служителей», поэтому императрица распорядилась провести только обычный ремонт. В этот период два амбара по бокам от главных ворот реконструировали в жилые помещения и обновили своды крыши.
Во время эпидемии чумы 1771 года дворец использовался как лазарет и карантин, чему способствовала замкнутая планировка комплекса. После ликвидации болезни Екатерина II распорядилась провести полную опись Лефортовского дворца, а также уточняла у врачей о безопасности использования бывшего лепрозория. Сохранилась переписка, в которой особые опасения у императрицы вызывали уборные, располагавшиеся в толще наружных несущих стен. Под руководством императрицы архитектор Василий Баженов составил план полной перепланировки имения. Задумка оказалась слишком дорогостоящей, поэтому в здании провели только капитальный ремонт, после чего строение заняли театральные актёры.
В конце XVIII века архитектор Матвей Казаков спроектировал перестройку нескольких усадеб на правом берегу Яузы. По его задумке особняк Безбородко, Лефортовский и Марлинский дворцы должны были объединить переходами. При этом во внутреннем дворе Лефортовского дворца планировалось возвести полукруглый деревянный забор с проездом к воротам, чтобы скрыть хозяйственные корпуса. Вместо деревянной ограды в центре площади построили два одноэтажных здания, в которых расположились кухни и другие службы. Под руководством Казакова в главном корпусе по бокам среднего объёма возвели две лестницы и изменили планировку нескольких комнат, барочный декор фасадов заменили ампирным. Во время коронационных торжеств Павла I в Лефортовском дворце поселились придворные.

### XIX—XX века
В январе 1804 года пустующий комплекс занял архив Военной конторы. Во время Отечественной войны 1812-го строения переоборудовали под госпиталь. На планах, показывающих разрушения Москвы после пожара, Лефортовский дворец изображён сильно повреждённым. В 1826-м строение перешло в распоряжение Московского военного госпиталя, в этот период ветхое здание населяли служащие подвижных инвалидных войск, обслуживавшие больницу. Через девять лет здание передали в военное ведомство, и в 1840—1850 годах в дворцовых палатах проходили ремонт, перепланировка и надстройка третьим этажом. К 1865-му в них разместилось отделение архива Инспекторского департамента Военного министерства, на его базе организовали Московский Общий архив Главного штаба, получивший также название Лефортовский. В дальнейшем комплекс служил военным и гражданским нуждам, в разное время в нём существовали кадетские корпуса, офицерские и чиновничьи квартиры, военное училище, подразделение латышских стрелков, окружное инженерное управление.
К 1925 году во дворце располагались крупнейшие дореволюционные военные архивы: Лефортовский, Военно-учёный, Московский военно-окружной и Архив документов Первой мировой войны. На их основе был создан Центральный военно-исторический архив СССР. При этом часть корпусов продолжали использовать под жилые помещения, в частности в них проживали семьи работников организации. Среди известных обитателей — кинорежиссёр Сергей Васильев и актёр Лев Дуров. В 1932 году на базе комплекса также начал действовать Российский государственный архив фонодокументов. В этот период проходила перепланировка дворца, однако из-за нехватки средств партийные комиссии сообщали о ветхом состоянии объекта: 

Помещение Центрального военно-исторического архива — здание бывшего Лефортовского дворца — построено свыше 200 лет тому назад и уже несколько десятков лет не имело ремонта. Крыша проржавела, во многих местах протекает, стены здания облуплены, потолок закопчён, пол во многих местах прогнил. Ни отопления, ни освещения в помещениях архива нет, поэтому архив имеет возможность работать только летом. Осенью и зимой вся работа по учёту свёртывается, так как в помещениях царит холод и мрак. В результате такого материального обеспечения архива — хранение документов безобразное, бумага быстро портится, изнашивается, документы гибнут.
В послевоенные годы Академия архитектуры СССР под руководством археолога Николая Соболева проводила раскрытие штукатурки на боковом фасаде старого корпуса дворца. Во время работ были обнаружены остатки пилястр, колонн, архитрава и фриза, тем не менее сложно судить о времени их появления. Предположительно, они относятся либо к моменту возведения дворца, либо к первой половине XVIII века. С 25 мая по 6 июня 1946 года археолог Николай Мерперт проводил раскопки у южной стены петровского корпуса с целью выяснения расположения стратиграфических слоёв. В июле 1992-го архив получил название «Российский государственный военно-исторический архив».

### Современность
По указу президента России в 1995 году Российский государственный военно-исторический архив, расположенный в Лефортовском дворце, признали особо ценным объектом культурного наследия. С 2000 года работники архива проводили планомерные работы для улучшения условий хранения: установили современную пожарную сигнализацию и обновили инженерные системы. В 2014-м на территории комплекса проходила масштабная реставрация. Рабочие открыли и восстановили старые элементы фасадов — световые окна и консоли. По состоянию на 2017 год, часть помещений занимали служащие при 1-й Московской военной гимназии.

## Архитектурные особенности
Дворец, возведённый Аксамитовым, представлял собой смесь западноевропейской архитектуры и московского барокко. Необычное строение из красного кирпича вызвало интерес москвичей, Лефорт так писал о своём доме: 

В саду имеются пруды, которых здесь нелегко найти, и в них множество рыбы. По другую сторону реки у меня есть парк, где находятся разнообразные дикие животные. Мой дом самый красивый и самый приятный из всех в окрестности; люди этой страны приходят сюда, чтобы посмотреть его как редкость.
 После возведения флигелей перед домом образовалась небольшая площадь, на которую изначально выходили открытые галереи, характерные для петровской архитектуры. В XIX веке сквозные арочные проёмы заложили, образовав внутренний коридор. Простенки аркады занимают композитные пилястры, объединяющие два этажа, углы зданий обработаны двусторонними пилястрами. Торцевые фасады, обращённые к реке, украшены полуколоннами. При этом более широкая северная стена обладает тремя пролётами, южная — только двумя, её также украшает декоративная аркада.
Главные ворота комплекса подчёркнуты массивным портиком с парными пилястрами и широкой аркой с белокаменным архивольтом. Изначально по бокам уличного фасада находилось два дополнительных входа, соединявшихся с галереями первых этажей. Позднее они были заложены. Главным украшением старого корпуса дворца являются пилястры, декорированные капителями и волютами ионического ордера. Предположительно, они появились во время реконструкции дворца архитектором Шаниным под руководством Растрелли, но достоверных свидетельств этому не сохранилось.